# Zoran Tegeltija
Zoran Tegeltija (Mrkonjić Grad, 29 de septiembre de 1961) es un político de Bosnia y Herzegovina.

## Biografía
Nació el 29 de septiembre de 1961 en Mrkonjić Grad, donde terminó la escuela primaria y secundaria. En 1986 se graduó de la Facultad de Economía de la Universidad de Sarajevo. Recibió su maestría en 2004 y su doctorado en 2007 en la Universidad Alpha de Belgrado. Está casado y tiene dos hijos. Fue empleado por la Refinería de Petróleo, la Administración Tributaria y la Administración de Aduanas de la República Srpska. En el período 2000-2002 fue miembro de la Asamblea Nacional de la República Srpska y luego presidente de la Comisión Estatal para Cruzar la Frontera de Bosnia y Herzegovina. 
Fue elegido alcalde de Mrkonjić Grad en 2004 y 2008. Es miembro de la Alianza de Socialdemócratas Independientes. En las elecciones generales de 2006 en Bosnia y Herzegovina, fue el jefe de la sede electoral del partido. 
Fue elegido Ministro de Finanzas de la República Srpska por la Asamblea Nacional de la República Srpska el 29 de diciembre de 2010 en el Gobierno del Primer Ministro Aleksandar Džombić, y luego fue elegido para este puesto en el primer y segundo gabinete de Željka Cvijanović.
El 5 de diciembre de 2019, la Cámara de Representantes de Bosnia y Herzegovina confirmó el nombramiento de Zoran Tegeltija como nuevo Presidente del Consejo de Ministros de Bosnia y Herzegovina. Desempeñó el cargo hasta el 25 de enero de 2023, cuando asumió como Ministro de Finanzas en el gabinete de Borjana Krišto.